# 트와일라잇 (소설 시리즈)
트와일라잇(영어: Twilight) 시리즈는 《트와일라잇》, 《뉴문》, 《이클립스》, 《브레이킹 던》 총 4권으로 이루어진 스테프니 메이어의 뱀파이어를 소재로 한 판타지 로맨스 소설이다. 포크스로 이사 온 이사벨라 스완(Isabella Swan), 줄여서 벨라(Bella)라는 10대 소녀가 에드워드 컬렌(Edward Cullen)이라는 104살의 뱀파이어 남자와 사랑에 빠지면서 생기는 여러 일들이 주된 줄거리이다. 기본적으로는 벨라의 1인칭 주인공 시점으로 진행되며, 《이클립스》의 에필로그와 《브레이킹 던》의 두 번째 파트 부분은 늑대인간 제이콥 블랙의 관점으로 진행되고 있다. 《미드나이트 선》은 《트와일라잇》의 에드워드 시점판 소설으로, 2020년에 《트와일라잇》이 발행된지 15년만에 출간되었다. 《브리 태너》는 《이클립스》에 나오는 신생 뱀파이어 브리(Bree)의 이야기를 보여주고 있다. 《브리 태너》는 2010년 6월 5일 하드커버 책으로 발행되었으며, 6월 7일에는 온라인 이북으로 무료 공개되었다. 《트와일라잇: 끝나지 않은 이야기》는 약 100개의 일러스트를 포함한 백과사전으로, 2011년 4월 12일 서점에 발행되었다.
2005년 발행된 첫 번째 소설 《트와일라잇》은 전 세계적인 인기와 상업적인 성공을 거두었다. 트와일라잇 시리즈는 여러상을 수상하였다. 대표적으로, 《브레이킹 던》은 2008 브리티시 북 어워즈에서 올해의 어린이 책 부문에서 선정되었으며, 2009 닉 키즈 초이스 어워드에서는 시리즈가 최고의 책 부문으로 선정되었다.
2010년 10월 시점으로, 시리즈는 12억 1600만부 이상이 팔렸으며, 최소 38개의 언어로 번역되어 전 세계로 발행되었다. 4권의 책이 연속적으로 USA 투데이에서 2008년 가장 많이 팔린 소설로 기록을 세웠으며, 뉴욕 타임스 베스트 셀러 목록에서는 어린이 책 부분에 235주동안 지속되었다.
서밋 엔터테인먼트에 의해 영화화도 진행되어, 일련의 《트와일라잇 영화 시리즈》가 차례로 공개되었다. 1권부터 3권까지를 원작으로한 영화는 차례로 2008년, 2009년, 2010년에 공개되었다. 4권을 원작으로 한 영화는 1부와 2부로 나뉘어 2011년과 2012년에 개봉하였다.

## 줄거리

### 트와일라잇
벨라 스완은 피닉스에서 포크스로 이사를 온다. 포크스로 이사온 벨라는 신비하고도 이상한 소년 에드워드 컬렌에 이끌려진다. 벨라는 결국 에드워드가 인간의 피보다 동물의 피를 마시는 뱀파이어 가문의 일원인 사실을 알게 된다. 벨라와 에드워드는 서로 사랑에 빠지고, 에드워드는 다른 뱀파이어 집단의 사디스트적인 뱀파이어 제임스(James)로부터 벨라를 보호한다. 벨라는 제임스를 피해 피닉스로 도망치지만, 제임스와 맞닥뜨린다. 에드워드는 결국 제임스를 죽이지만, 벨라는 부상을 입고만다.

### 뉴문
에드워드가 벨라 곁에 있어서 벨라가 위험에 처한다고 판단한 에드워드를 포함한 에드워드 집안은 포크스를 떠나기로 결정한다. 에드워드 집안이 포크스를 떠난 후, 벨라는 우울증에 걸리며 제이콥 블랙과 우정을 쌓는다. 벨라는 제이콥 블랙이 늑대인간인 사실을 알게 되며, 제이콥과 다른 늑대인간들은 제임스의 복수를 하려는 빅토리아(Victoria)라는 뱀파이어로부터 벨라를 보호하게 된다. 에드워드는 벨라가 죽었다고 오해하게 되며, 볼테라로 가서 자살하기로 마음먹는다. 벨라와 에드워드, 앨리스는 볼테라의 볼투리 가를 만나게 되며, 훗날 벨라가 뱀파이어가 되는 조건으로 풀려나게 된다.

### 이클립스
빅토리아는 컬렌 가와 대적하기 위한 뉴본(newborn)이라는 군대를 만든다. 한편, 벨라는 에드워드와의 관계와 제이콥과의 관계 사이에서 선택을 강요당한다. 에드워드의 가족들과 제이콥의 늑대인간 무리들은 서로 힘을 합쳐 빅토리아와 군대와의 전투에서 승리한다. 결국, 벨라는 제이콥과의 우정보다 에드워드와의 관계를 선택하며, 결혼하는 것에 대해 동의하게 된다.

### 브레이킹 던
벨라와 에드워드는 결혼을 하였고, 신혼여행을 떠난다. 신혼여행지에서 벨라는 임신을 하였다는 것을 알게되었으며, 임신은 벨라의 건강 상태를 악화시키게 된다. 그리고 벨라의 임신 사실을 안 늑대인간무리들은 켈렌가-정확히는 르네즈미-를 공격할 계획을 세우고, 제이콥은 샘에게서 벗어나 켈렌가에게 그 사실을 알리고 켈렌가와 함께 벨라를 지킨다. 딸 르네즈미가 태어나면서 벨라는 거의 죽을 위험에 처했고, 에드워드는 벨라에게 독을 주입시켜 뱀파이어로 만들어 살린다. 그리고 켈렌가와 함께 벨라를 지켜주던 제이콥은 르네즈미에게 각인 되고, 늑대인간무리의 규칙에 의해 다시 켈렌가와 동맹을 맺게 된다. 하지만 다른 집단의 뱀파이어가 르네즈미를 불멸의 아이로 오해하여, 법을 위반하였다는 것으로 볼투리 가에 고발하게 된다. 컬렌 가족은 르네즈미가 불멸의 아이가 아닌 것을 알리기 위해 증인들을 모은다. 컬렌 가는 르네즈미가 뱀파이어를 위험에 초래하지 않는다며 볼투리 가에게 설득하였고, 평화적으로 엔딩을 맞는다.

## 등장인물
- 벨라 스완(Bella Swan) - 시리즈의 주인공으로, 다크 브라운색의 머리카락과 갈색 눈을 가진 10대 소녀이다. 벨라는 종종 에드워드의 사랑 방식에 대해 이해할 수 없는 것으로 묘사된다. 벨라는 에드워드의 마음을 읽기 능력에 대해 면역을 가지고 있다. 벨라가 뱀파이어가 된 후, 다른 뱀파이어들에서 자신과 다른 모두를 보호 할 수 있는 능력을 얻는다.
- 에드워드 컬렌(Edward Cullen) - 컬렌 가문의 일원으로, 인간의 피보다 동물의 피를 먹는 뱀파이어이다. 벨라와 사랑에 빠지며 결혼하게 된다. 처음에는 제이콥 블랙에 대해 증오심을 가지지만, 나중에는 친구와 형제로 여기게 된다. 마음을 읽는 능력이 있다.
- 제이콥 블랙(Jacob Black) - 퀼렛족의 일원으로 묘사되는 늑대인간이다. 에드워드가 벨라를 떠났을때, 제이콥은 벨라와 가장 친한 친구가 된다. 제이콥은 벨라를 사랑하지만, 벨라는 가장 친한 친구로 생각한다. 벨라도 나중에는 제이콥을 사랑하게 되는 것을 알게 되지만, 에드워드 컬렌을 더 사랑한다는 것을 알게 된다. 제이콥은 벨라의 딸 르네즈미를 각인하여 소울 메이트가 된다.

## 배경

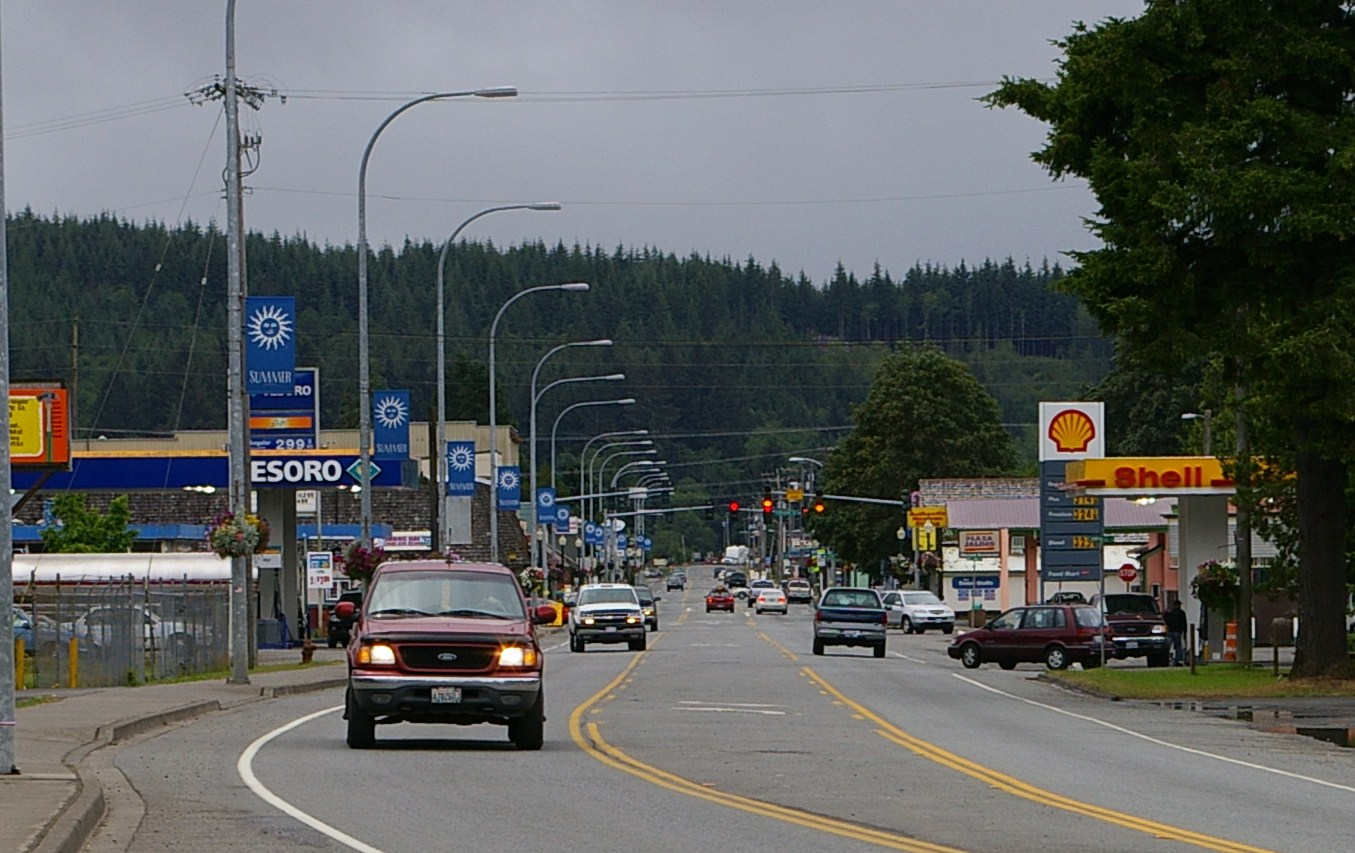
포크스

이야기는 주로 벨라와 벨라의 아버지 찰리 스완(Charlie Swan)이 사는 마을 포크스에서 진행된다. 포크스 외의 곳에서 진행되거나 스토리상 언급되는 도시는 포트앤젤레스, 시애틀, 올림피아, 라푸시와 같은 도시가 있다. 《트와일라잇》에서는 벨라가 자란 도시 피닉스에서 진행되기도 한다. 《뉴문》에서는 에드워드가 자살하려는 것을 알게 된 벨라가 구하려가는 도시인 이탈리아의 볼테라가 등장한다. 《트와일라잇》과 《이클립스》에서는 플로리다주의 잭슨빌이 등장하는데, 벨라의 어머니와 어머니의 새남편이 사는 곳으로, 에드워드와 벨라가 방문할 때 등장한다. 시애틀은 《브레이킹 던》에서 등장하는데, 벨라가 J. 젱크스(J. Jenks)라는 남자를 찾아갈때 등장한다. 또한, 시애틀은 《이클립스》에서 신생 뱀파이어에 의해 일련의 살인 사건이 발생한 곳이다. 브라질의 에스미 섬(Isle Esme)이라는 가공의 섬은 《브레이킹 던》에서 등장하는데, 이 섬은 에드워드와 벨라가 신혼여행을 보낸 곳이다.

## 구조와 장르
트와일라잇 시리즈는 영 어덜트, 로맨스, 판타지 소설로 분류된다. 메이어는 1탄인 《트와일라잇》을 "서스펜스 로맨스 공포 코미디"로 분류하였으며, "다른 것보다도 로맨스"라고 하였다. 시리즈는 인간 벨라와 뱀파이어 에드워드 사이의 로맨스를 나타내고 있으며, 늑대인간 제이콥과의 삼각관계를 보여주고 있다. 메이어는 "나는 십대들이 불필요한 섹스에 관한 것에 대해 읽을 필요가 없다고 생각한다."고 했으며, 시리즈에는 자극적인 성행위, 약물, 욕설 등의 묘사는 없다.
시리즈는 벨라의 눈으로 보여지는 1인칭 시점이며, 3권의 에필로그와 4권의 일부는 제이콥의 시점으로 진행된다. 메이어는 책의 시점에 대하여 다음과 같이 말한 바 있다.
| “ | 내가 여러 사람의 시점에서 1인칭 시점을 유지하기 때문이에요. 처음에는 벨라의 시점에서 쓰기 시작했지만 글을 쓰면서 몇몇 다른 목소리가 1인칭 시점으로 끼어드는 때가 있어요. 그 덕에 난 그 사람들이 생각하는 모든 일들을 알 수 있죠. 가끔은 벨라의 시점만을 유지하기가 벅찬데, 그건 벨라의 특정한 일들만 알 수 있는 반면에 난 에드워드의 시점과 입장을 알고 있어서에요. 벨라가 모르는 것도 아주 많이 알기 때문에 글을 쓰기가 힘들었죠. | ” |
|   | — 트와일라잇: 끝나지 않은 이야기 |   |

시리즈는 뱀파이어 신화를 소재로 하고 있으나, 일반적인 뱀파이어들과는 다른 면이 많다. 예를 들면, 트와일라잇의 뱀파이어는 강력한 송곳니보다 날카로운 이빨을 가지고 있으며, 인간의 피는 물론 동물의 피도 마실 수 있다는 점이다.

## 영감과 주제
메이어에 따르면 메이어의 책은 "죽음이 아닌 삶", "욕망이 아닌 사랑"이라고 한다. 《트와일라잇》은 제인 오스틴의 《오만과 편견》, 《이클립스》는 에밀리 브론테의 《폭풍의 언덕》, 《브레이킹 던》은 셰익스피어의 희곡 《한여름 밤의 꿈》과 같이 시리즈의 각각의 책들은 여러 문학들로부터 영향을 받았다. 메이어는 루시 모드 몽고메리의 《빨간 머리 앤》, 오슨 스콧 카드의 영향을 많이 받았다고 언급하기도 했다.
시리즈의 주요 주제로는 선택과 자유의지가 있다. 메이어가 말하길, 벨라가 자신만의 인생을 선택하며, 컬렌은 다른 유혹으로부터 자제한다고 한다.
후기성도인 메이어는 자신의 신앙이 작품에 영향을 끼친 것을 인정하였다. 특히, 메이어는 등장인물들이 “그들이 어디에서 왔는지에 대해 더 생각하는 경향이 있다.”고 하였다. 의식적으로 자신의 종교의 영향을 받으려고 하지는 않았으며, “나는 내가 누군지 잘 알기 때문에, 내 책들이 어둡지 않다고 생각한다. 내 이야기 안에는 밝은 것들이 많다.”라며 자신의 가치에 의해 작품이 탄생한다고 하였다.

## 출판
메이어는 《트와일라잇》에 대한 발상이 자신의 꿈에서 왔다고 한다. 꿈에는 인간인 소녀를 좋아하면서도 소녀의 피의 갈증을 느끼는 뱀파이어가 나왔다고 한다. 그 꿈을 바탕으로 메이어는 13장까지 내용을 썼다. 글을 그동안 써온 경우가 전무했던 메이어는 탈고가 되기까지 약 3개월이 걸렸고, 작가로 꿈을 바꿨다. 소설의 편집이 다 끝나고, 3개의 책으로 리틀, 브라운 앤 컴퍼니와 75만달러로 계약을 했다. 담당 편집자는 메건 팅글리(Megan Tingley)로, 팅글리는 원고를 읽다가 이 책은 내손으로 미래의 베스트 셀러가 될거라고 하였다고 한다. 책은 2005년 발행되었다.
1편 《트와일라잇》의 성공 후, 메이어는 《뉴문》 (2006), 《이클립스》 (2007), 《브레이킹 던》 (2008)으로 이야기를 확장하기로 하였다. 2편인 《뉴문》은 발매하자마자 뉴욕 타임스 베스트 셀러 목록 어린이책 부문에 5위에 올랐으며, 바로 다음주에는 1위가 되었다. 1위는 11주동안 지속되었으며, 베스트 셀러 목록에서는 총 50주동안 머물렀다. 《이클립스》의 발매 후, 《이클립스》를 포함한 전작들은 총 143주동안 뉴욕 타임스 베스트 셀러 목록에 올랐다. 4편이자 마지막편인 《브레이킹 던》은 초판으로 370만권이 판매되었다. 발매날에만 130만권이 팔려 아셰트 북 그룹 USA에서 신기록을 세웠다. 《브레이킹 던》은 벨라의 시점으로는 마지막 편이라고 하였으며, 더 이상 벨라의 시점으로는 나오지 않는다고 메이어는 언급하였다. 2008년과 2009년, 4권의 책은 USA 투데이의 연간 베스트 셀러 목록에서 상위권에 올랐으며, 메이어는 이런 위업을 달성한 첫 작가가 되었다고 한다. 시리즈는 《해리 포터 시리즈》를 이기고 2009 키즈 초이스 어워드 최고의 책 부문에서 수상하였다.

## 다른 책

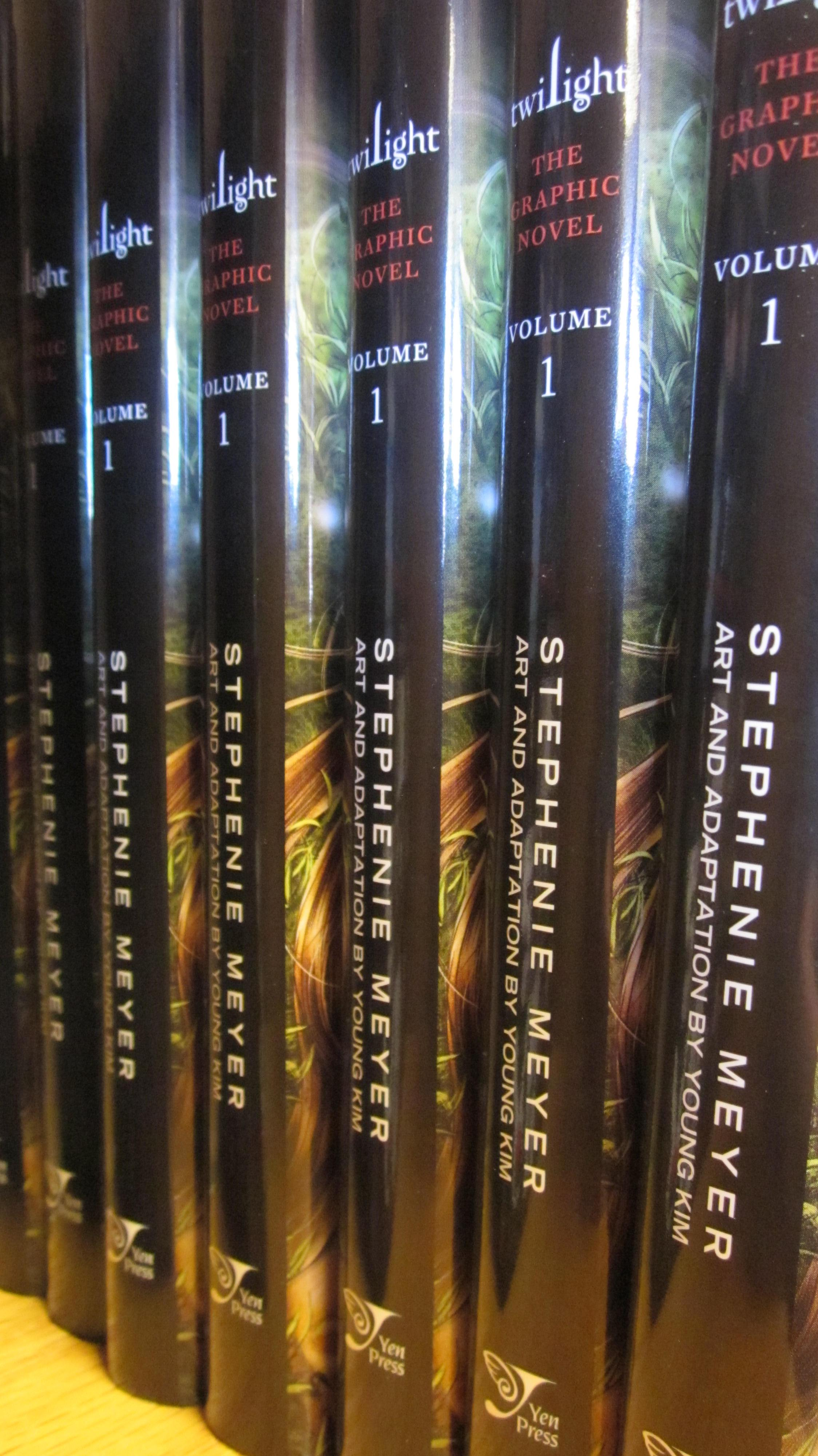
《트와일라잇: 그래픽 노블 Vol. 1》

원래 메이어는 《미드나이트 선》이라는 에드워드 시점으로 된 책을 발행하려고 했으며, 트와일라잇 시리즈 중 유일한 에드워드 시점으로 된 책이라고 하였다. 하지만, 《미드나이트 선》의 대략적인 초안본 12장이 인터넷에 유출되었으며, 메이어는 그 후 무료로 읽을 수 있게 12장을 메이어의 웹사이트에 공개하였다. 유출되는 일련의 사건 때문에, 《미드나이트 선》은 무기한 연기되었으며, 메이어는 다음과 같이 언급하였다.
| “ | 내가 만약 미드나이트 선을 지금 쓴다면, 모든 컬렌은 제임스에 의해 죽을 것이며, 딱 맞도록 이야기를 쓸 수 없을 것이다. 어쨌든, 미드나이트 선에 관한 일에 대해선 매우 슬프기 때문에 무기한 연장한다. | ” |
|   | — 스테프니 메이어의 공식 웹사이트 |   |

또한, 메이어는 리아 클리어워터나 르네즈미 컬렌의 관점으로 된 책을 쓸지도 모른다고 언급하였다.
옌 프레스는 2010년 3월 16일에 김영이 그린 그래픽 노블 《트와일라잇: 그래픽 노블 Vol. 1》을 발행하였다. 이 그래픽 노블은 2010년 젬상 올해의 만화 부문에 선정되었다. 2편인 《트와일라잇: 그래픽 노블 Vol. 2》는 2011년 10월 11일 발행하였고, 발행 첫주에 뉴욕 타임스 베스트 셀러 목록 하드커버 그래픽 서적 부문 1위에 올랐다. 2010년 3월 30일, 메이어는 공식 웹사이트에 《브리 태너》를 발행할 계획이라고 공개하였다. 《브리 태너》는 《이클립스》에 등장하는 신생 뱀파이어 브리 태너의 이야기로, 2010년 6월 5일 발행되었다. 책의 전자 버전은 메이어의 웹사이트뿐만 아니라 서점에서도 무료로 공개되었다.
리틀, 브라운 앤 컴퍼니는 2010년 10월 5일 《트와일라잇: 끝나지 않은 이야기》를 발행할 계획이라고 발표하였다. 이 책은 메이어와의 대화, 등장인물 소개, 약 100개의 삽화 등이 담겨있는 백과사전격의 책으로, 2011년 4월 12일 발행되었다. 《트와일라잇: 끝나지 않은 이야기》는 뉴욕 타임스 베스트 셀러 목록에 1위로 데뷔하였고, 3주 연속으로 1위에 머물렀다. USA 투데이 베스트 셀러 목록에서는 4위를 하였다.

## 반응
트와일라잇 시리즈에 대한 반응은 각기 다르며, 시리즈에 대한 논란거리도 많았다.

### 긍정적 반응
트와일라잇은 특히 인기가 많은 것에 대해 찬사를 받았다. 타임스는 "성적 긴장과 소외를 느끼는 10대들에게 완벽하다."라고 좋은 평가를 내렸다. 다른 좋은 평가로는 "매우 아름다운 판타지", "눈을 떼지 못하게 하는 로맨스와 공포의 조화" 등이 있다. 타임지의 레브 그로스먼은 "인터넷 팬 픽션을 연상시키는 뚜렷한 질"이라고 하였지만, 《반지의 제왕 시리즈》와 《해리 포터 시리즈》와 비교해서는 다음과 같이 평했다.
| “ | 사람들은 메이어의 책을 읽으면 안된다. 그들은 소설 속에서 살고 싶어질 것이다... 해리 포터와 반지의 제왕과 비교하면 문학적으로 질이 떨어질지는 모르나, 그 안의 세계는 독립적인 안정된 세계이며, 그 안에서의 땅을 사고 싶어질 것이다. | ” |
|   | — |   |

평가는 문학적인 것보다 트와일라잇 자체 인기에 대해 초점을 맞춘 것이 많다. 시애틀 포스트인텔리젠서는 "새로운 핫 십대 소설", 엔터테인먼트 위클리는 메이어를 "앤 라이스 이후 가장 인기있는 뱀파이어 소설가", 뉴욕 타임스는 "문학적 현상", 데일리 헤럴드의 맷 어라도는 "안경을 쓴 마법사 이후 가장 인기있는 출판 현상"이라고 하였다. 트와일라잇은 크고작은 다양한 온라인 팬 커뮤니티가 많다. 때때로 그들은 "광신적 종교 집단과도 같다."라고 불리기도 하지만, 데일리 헤럴드의 크리스털 맥은 "주로 십대 소녀들이 트와일라잇를 좋아하며, 어린 소년들과 성인들은 트와일라잇 현상에 휩쓸렸다."라고 하였다.

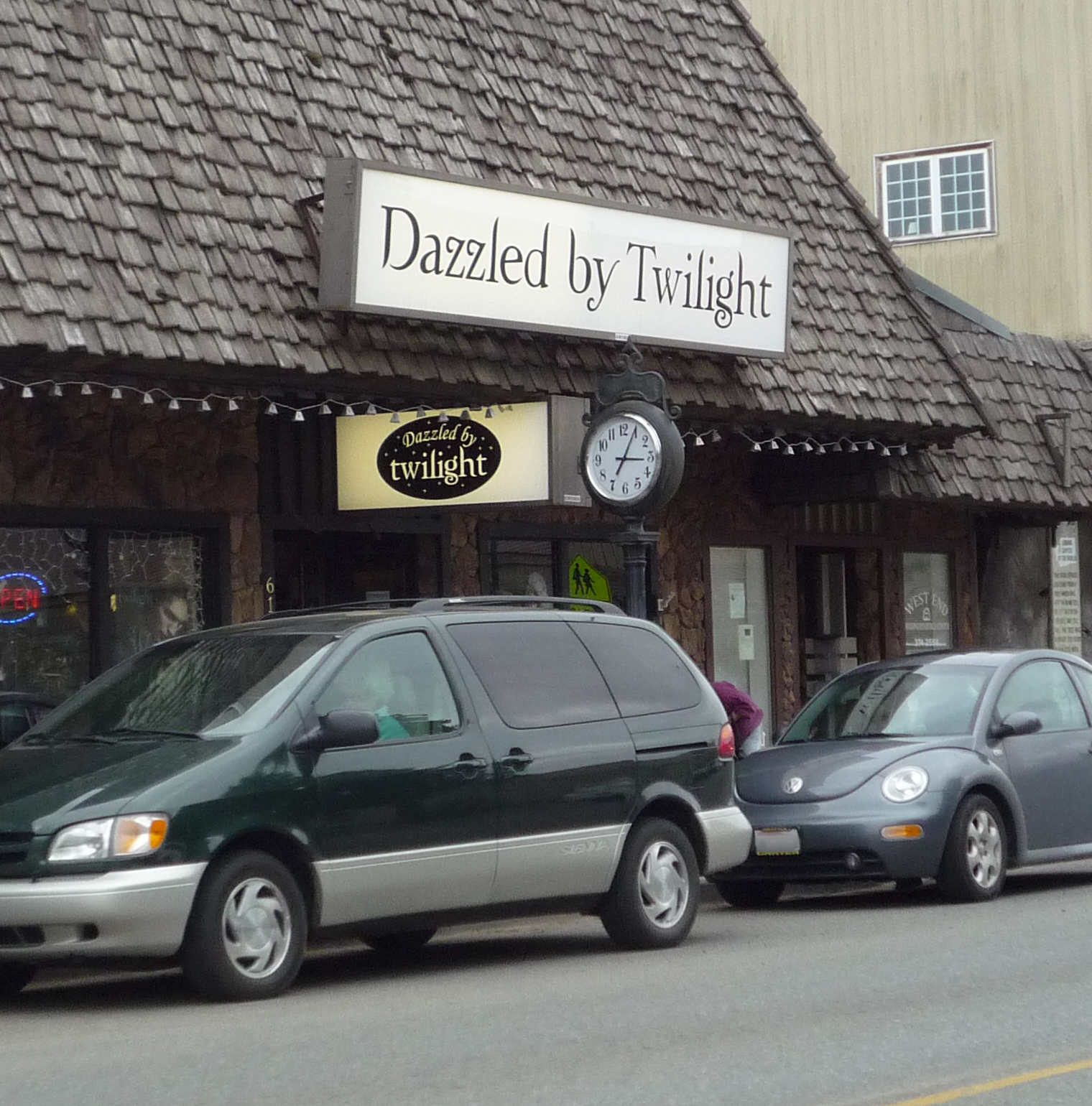
포크스에 위치한 Dazzled by Twilight 기념품 가게

메이어와 시리즈는 종종 J. K. 롤링과 《해리 포터 시리즈》와 비교되곤 한다. 피닉스 뉴 타임스는 "메이어의 팬덤은 해리 포터 마니아를 연상시킨다."라고 썼으며, 데일리 텔레그래프는 트와일라잇을 "해리 포터의 정신적 후계"라고 하였다. 포스트 앤 커리어의 리베카 브래드퍼드는 트와일라잇이 "해리 포터와 같은 이전의 책들과 크로스오버하는 매력이 있다."고 하였고, 데일리 텔레그래프는 "영어권 국가와 유럽에서 해리 포터가 남긴 구멍을 채웠으며, 엄청난 성공을 하였다."라고 하였다. 메이어는 이와 같은 비교에 대해 “그녀와의 비교는 정말 좋지만, 다른 J. K. 롤링은 없을 것이다. 이런 현상은 다시는 발생하지 못할 것.”이라고 하였으며, “나의 팬보다 그녀의 팬을 더 쉽게 비교할 수 있다. 나와 그녀는 열광적인 팬들이 있다고 생각하며, 모두 우리의 특성에 관심을 가진다.”라고 하였다.
경제의 측면에서 트와일라잇의 배경이 되는 도시인 포크스는 관광업이 발달하였다. 매달 평균 8,000명 이상의 관광객이 방문하고 있으며, "트와일라이터의 메카"라고 불리고 있다. 포크스 고등학교는 학교 건물이 노화되는 것을 방지하여 인피니트 주얼리와 웨스트 올림픽 페닌슐라 베터먼트 협회와 협력하여 건물이나 벽돌 등을 개조하여 보존하고 있다.

### 부정적 반응
이 시리즈는 문학적 본질과 책들에 묘사된 관계의 종류와 관련하여 많은 논란이 일었다.
많은 사람들은 트와일라잇 시리즈를 졸필이라고 비웃었다. 스티븐 킹은 스테프니 메이어를 J. K. 롤링과 비교하며, "J.K 롤링과 메이어의 실질적인 차이를 말하자면 조 롤링은 빼어난 작가이지만 스테프니 메이어는 조금도 글을 쓸만큼의 능력이 없습니다. 메이어는 그리 훌륭한 인물이 아닙니다."라고 말했다. 그러나 스티븐 킹은 "사람들은 스토리에 매력을 느끼며 스테프니 메이어의 경우에는 책을 통해 모든 세대의 여성들을 대상으로 글을 쓰고 있고 사랑과 섹스를 안전하게 결합했다는 것은 분명합니다. 흥분되고 스릴이 있으며 특히 공공연하게 성(性)적이지는 않으므로 우려가 되지는 않습니다."라며 이 시리즈의 매력은 이해하였다.

### 법적 분쟁
2010년 12월, 가수 맷 하트로 잘 알려진 매슈 스미스는 서밋 엔터테인먼트에 소송을 하였다. (스미스 대 서밋 엔터테인먼트) 스미스의 노래 "Eternal Knight"의 표지의 글꼴을 여러 웹 사이트에 게시된 트와일라잇 글꼴에 도용했다고 주장하였으며, 스미스는 글꼴을 삭제하는 것을 포함한 일곱가지의 청구한 내용 중 네 가지에서 승리하였다.

### 적법성
2009년 미국 도서관 협회가 발표한 가장 많이 적법상 문제를 받은 책 10에서 트와일라잇은 "성적으로 노골적", "나이 그룹에 맞지 않는", "종교적 관점" 등으로 5위를 하였다.

## 영화화
서밋 엔터테인먼트에 의해 영화화가 되어 1탄인 《트와일라잇》은 멀리사 로젠버그가 각본을 맡았다. 감독은 캐서린 하드윅이 맡았으며, 에드워드 역에는 로버트 패틴슨, 벨라 역에는 크리스틴 스튜어트, 제이콥 역에는 테일러 로트너가 맡았다. 영화는 미국에서 2008년 11월 21일 개봉하였다. 영화 일러스트집인 《트와일라잇: 화보와 비하인드 스토리》는 2008년 10월 28일 발행되었다.
2008년 11월 22일, 《트와일라잇》의 흥행 성공에 따라 서밋 엔터테인먼트는 소설 《뉴문》을 바탕으로한 속편 《뉴문》을 제작한다고 발표하였다. 영화는 2009년 11월 20일 개봉하였다. 2010년 3월 30일일에는 《뉴문》의 DVD와 블루레이가 발매되었으며, 포크스를 배경으로 한 다큐멘터리 《트와일라잇 인 포크스》가 공개되었다. 토픽스 엔터테인먼트는 2010년 3월 16일, 《포크스: 브리튼 바이 트와일라잇》이라는 다큐멘터리를 공개하기도 했다.
3편인 《이클립스》는 2010년 6월 30일 개봉하였다. 4편인 《브레이킹 던》은 2부로 나뉘어 개봉하였으며, 1부인 《브레이킹 던 part 1》은 2011년 11월 18일에, 《브레이킹 던 part 2》는 2012년 11월 16일에 개봉하였다.

## 같이 보기
- 호스트 (영화)
- 호스트 (소설)